# Heathcote Valley
Heathcote Valley est une banlieue de la cité de Christchurch, située dans l’Île du Sud de la Nouvelle-Zélande.

## Toponymie
Elle est dénommée d’après Sir William Heathcote (en), qui fut secrétaire de la Canterbury Association ,.

## Situation
Niché au pied d’une raide falaise volcanique formant le bord nord des collines entourant Christchurch et située à 8 km au sud-est du centre de la ville, Heathcote Valley est dominée par les abords du tunnel routier de Lyttelton (en), une artère majeure qui traverse le massif de Port Hills. 
Cette route fait partie du réseau de la State Highway 74/S H 74 (en).
La ligne de chemin de fer Main South (en) traverse aussi la banlieue avant de pénétrer dans le tunnel ferroviaire de Lyttelton (en), qui relie la ville de Christchurch avec le port de Lyttelton.
Heathcote Valley est le terminus inférieur du téléphérique de Christchurch (en), qui monte au sommet du mont Cavendish (en), point le plus haut de la chaîne de Port Hills et aussi pour rejoindre le chemin de randonnée  chemin muletier de Bridle Path au niveau du Mt Cavendish (en) qui sinue le long du bord du volcan Lyttelton, et qui permet de rejoindre le port de Lyttelton.

## Histoire

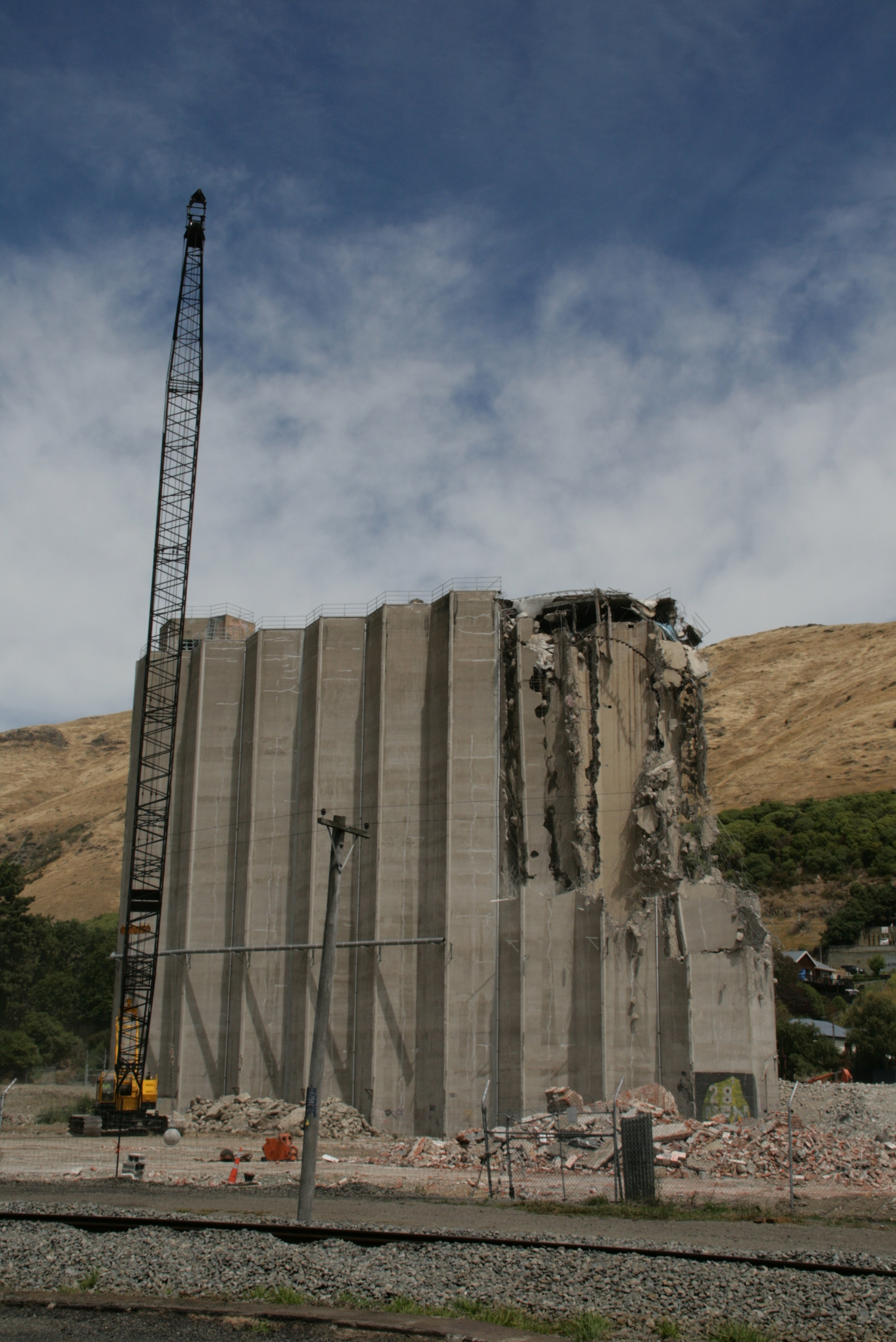
Le silos à grains de Heathcote s’effondrant sous les coups des démolisseurs le 26 janvier 2012

Dans le passé, la vallée de Heathcote était connue pour ses vergers, sa fabrique de briques et sa brasserie.
Les tours caractéristiques de la brasserie de la Canterbury Malting Company dominaient l’horizon jusqu’en 2012 – quand avec le reste des bâtiments, elles furent démolies pour faire un quartier urbain.

## Relation avec le fleuve Heathcote
Malgré son nom, la banlieue d’Heathcote Valley est située à quelque 2 kilomètres au sud du fleuve Heathcote, qui ne s’écoule pas dans les limites de la banlieue mais coule plutôt à travers une large plaine située à l’est.

## Résidents notables
- Wally Argus (en) – joueur international de rugby de la Nouvelle-Zélande, qui acheta une jardinerie dans Heathcote Valley en 1949.
- Bob Parker (en) – ancien maire de Christchurch

## Autres lectures
- (en) In The Shadow Of The Rock, 150 Years of Heathcote Valley, 2010, Paul Corliss  (ISBN 9780473169220)